# Med Hondo
Pour les articles homonymes, voir Hondo (homonymie).
Med Hondo est un acteur, réalisateur, scénariste et producteur franco-mauritanien, né le 4 mai 1935 à Aïn Beni Mathar, au Maroc et mort le 2 mars 2019 à Paris 14e.
Il appartient à la deuxième génération de réalisateurs africains, après les précurseurs comme Ousmane Sembène. En 2022, ses films Soleil Ô et West Indies occupent respectivement les 243e et 152e places de la liste des plus grands films de tous les temps établie par Sight and Sound sur la base des votes de plus de 1600 critiques.
Actif dans le doublage, il est une des très grandes voix françaises, il a doublé régulièrement Eddie Murphy (l'Âne de Shrek, l'inspecteur Axel Foley dans les 3 premiers films Le Flic de Beverly Hills, le Dr John Dolittle dans les deux premiers films et le professeur Sherman Klump et toute sa famille dans Le Professeur foldingue et sa suite), Morgan Freeman, Carl Weathers et Richard Pryor.

## Biographie

### Jeunesse et formation
De son vrai nom, Mohamed Abid, est né le 4 mai 1935 à Aïn Beni Mathar, au Maroc, issu de la tribu des Barikalla (Maures), grande tribu maraboutique du nord, une de ses grands-mères est originaire du Mali et son père est mauritanien[réf. nécessaire], Med Hondo arrive à Marseille (France) en 1959.
Docker dans un premier temps, puis cuisinier, il découvre alors le théâtre et s'inscrit aux cours d'art dramatique chez Françoise Rosay, où il joue dans de nombreuses pièces (Shakespeare, Tchekhov, Kateb Yacine, Aimé Césaire, Brecht, etc.), puis participe à la création du Comité africain des cinéastes, pour fonder un peu plus tard, en 1966, sa propre troupe, Griotshango. Il devient acteur et producteur, membre de l'ARP.
En 2003, il met en scène la pièce de théâtre La Guerre de 2000 ans de Kateb Yacine.

### Cinéma
Il s'initie au cinéma en tournant deux courts métrages : Balade aux sources et Partout ou peut-être nulle part. Il joue notamment dans deux films, Un homme de trop de Costa-Gavras, en 1966, et Promenade avec l'amour et la mort de John Huston, en 1969.
En 1965, il écrit le scénario de Soleil Ô, un film qu'il réalise alors avec un budget très restreint, puisque les acteurs sont bénévoles, sur la condition des ouvriers immigrants, qu'il termine en 1969. Défini par l'auteur comme « 10 ans de gaullisme vus par les yeux d'un Africain à Paris », projeté à nouveau à Cannes en 2017 dans une sélection de reprises de classique et présenté comme « une attaque cinglante contre le colonialisme », il remporte divers prix et est sélectionné une première fois au festival de Cannes mais il est interdit par la suite, pour des raisons diplomatiques, dans divers pays.
Malgré cela, Med Hondo continue son travail de réalisateur, examinant le colonialisme et le post-colonialisme. En 1973 sort Les Bicots-nègres, vos voisins, toujours sur le thème de la vie des immigrés et du racisme en France.
En 1977, il tourne un film sur la lutte du Front Polisario, Nous aurons toute la mort pour dormir. En 1979, il revient à son thème initial avec West Indies ou les nègres marrons de la liberté, un récit sur l'esclavage et le colonialisme dans les Caraïbes. Hondo qualifie lui-même le film de « music-hall tragi-comique ». Réalisateur engagé, il défend la liberté de création et à travers le post-colonialisme propose un cinéma à la portée sociale.
En 1986, il reçoit le grand prix du Fespaco au Burkina Faso et le prix du meilleur film au festival de Londres avec Sarraounia. En 1994, sort Lumière noire, puis en 2002 son dernier long métrage Watani, un monde sans mal.

### Doublage
Très actif dans le doublage, il est notamment connu pour être, entre autres, la voix française régulière d'Eddie Murphy de 1982 à 2011. C'est d'ailleurs son doublage d'Eddy Murphy qui est imité dans Les Guignols de l'info pour faire la voix de Barack Obama en président "cool". Il a également été une voix récurrente de Morgan Freeman (derrière Benoît Allemane). S'il place sa voix dans les aigus pour le premier, le plus souvent pour un rôle comique, il la place au contraire dans les graves pour le second, dans des rôles plus sérieux.
Dans les années 1970 et 1980, Med Hondo prête également sa voix à un très grand nombre d'acteurs Noirs, le plus souvent américains, tels que Cleavon Little dans Point limite zéro, Carl Weathers dans la série de films Rocky et Predator, Ernie Hudson dans SOS Fantômes, Gregory Hines dans La Folle Histoire du monde, Danny Glover dans Predator 2 ou encore Fred Williamson dans MASH, Johnny Barrows (en), Richard Pryor, Charles S. Dutton, Laurence Fishburne et Tony Todd à leurs débuts.
Au sein de l'animation, il est aussi connu pour avoir prêté sa voix au personnage Rafiki dans la série de films Le Roi lion, à L'Âne dans la série de films Shrek (Eddie Murphy était la voix de la version originale, dans la majorité des films, excepté deux courts métrages où il est remplacé par Serge Faliu) et à Aku entre la seconde et quatrième saisons de la série Samurai Jack.
Med Hondo a l'occasion de renverser ce statut tacite de « comédien de doublage attitré des acteurs noirs » dans le film Le Dernier Dragon de Michael Schultz, d'après un scénario de Berry Gordy. Dans ce film, mêlant kung fu et comédie musicale, où l'essentiel de la distribution est constituée d'acteurs Noirs, Med Hondo prête sa voix à l'un des rares personnages blancs du film, un méchant interprété par Mike Starr. Il est aussi la voix française de Brian Blessed dans Flash Gordon, de Raúl Juliá dans Le Baiser de la Femme Araignée, de Ben Kingsley dans Gandhi et de Lance Henriksen dans Aliens, le retour.
Med Hondo a aussi eu l'opportunité de doubler le même personnage dans un film et dans son remake : Ben, le héros de La Nuit des morts-vivants, cela à la fois dans la version d'origine dirigée en 1968 par George Romero, où le personnage est interprété par Duane Jones et le remake de 1990, réalisé par Tom Savini où Ben est incarné par Tony Todd.

### Mort
Il meurt, à l'âge de 83 ans, 2 mars 2019, des suites d’un cancer, selon les sources. Il devait être enterré au Maroc, selon sa sœur Zahra.

## Théâtre

### Comédien
- 1961 : Alcool de Jacques Robert, mise en scène par Christian-Gérard, théâtre de l'ABC
- 1964 : Un jardin sur la mer de Claude Vermorel, mise en scène par Jacques Mauclair, théâtre de l'Alliance française
- 1965 : La Tragédie du roi Christophe d'Aimé Césaire, mise en scène par Jean-Marie Serreau, théâtre de l'Odéon
- 1965 : Le Métro fantôme de LeRoi Jones, mise en scène par Antoine Bourseiller, théâtre de Poche Montparnasse
- 1966 : Le Métro fantôme de LeRoi Jones, mise en scène par Antoine Bourseiller, théâtre des Mathurins
- 1967 : Antigone de Bertolt Brecht, mise en scène par Jean Tasso, Festival du Marais
- 1967 : Danse lente sur le champ de bataille de William Hanley, mise en scène par Jean Tasso et Gilles Segal, théâtre des Mathurins
- 1967 : Les ancêtres redoublent de férocité de Kateb Yacine, mise en scène par Jean-Marie Serreau, TNP Théâtre national de Chaillot
- 1968 : Arc-en-ciel pour l'Occident chrétien de René Depestre, mise en scène par Jean-Marie Serreau, théâtre de la Cité internationale
- 1970 : Oh ! America ! de et mise en scène par Antoine Bourseiller, théâtre du Gymnase de Marseille
- 2013 : La Bonne Âme du Se-Tchouan de Bertolt Brecht, mise en scène par Jean Bellorini, théâtre National de Toulouse

### Metteur en scène
- 1969 : L'Oracle de Guy Menga, Studio des Champs-Elysées
- 2003 : La Guerre de 2000 ans de Kateb Yacine, Théâtre Gérard Philipe

## Filmographie

### Acteur

#### Cinéma
- 1965 : Masculin féminin de Jean-Luc Godard
- 1966 : Un homme de trop de Costa-Gavras
- 1967 : Tante Zita de Robert Enrico
- 1969 : Promenade avec l'amour et la mort (A Walk with Love and Death) de John Huston
- 1975 : Les Ambassadeurs de Naceur Ktari
- 1985 : Profs de Patrick Schulmann : la voix du boute-en-train (non crédité)
- 1989 : 1871 de Ken McMullen
- 1996 : La Divine poursuite de Michel Deville
- 2000 : Antilles sur Seine de Pascal Légitimus : Horace
- 2002 : Astérix et Obélix : Mission Cléopâtre d'Alain Chabat : un maître de chantier (voix)
- 2006 : Incontrôlable : Rex (voix)
- 2013 : Les Ratés dans la chaudière de Jean-Patrick Lebel (court métrage)

#### Télévision
- 1964 : Les Verts Pâturages de Jean-Christophe Averty
- 1965 : Seule à Paris
  - Belphégor ou le Fantôme du Louvre
  - Les Aventures de Bob Morane - épisode Les joyaux du Maharadjah
- 1966 : Retour à Bacoli
- 1974 : Aux frontières du possible - épisode : Le Dernier Rempart
- 1975 : Jo Gaillard
- 1989 : Commissaire Moulin

### Réalisateur
- 1967 : Soleil Ô
- 1967 : Balade aux sources (court métrage)
- 1969 : Roi de Cordes (court métrage)
- 1969 : Partout ailleurs peut-être nulle part (court métrage)
- 1973 : Les Bicots-nègres, vos voisins
- 1973 : Mes Voisins (court métrage)
- 1975 : Sahel la faim pourquoi ? (documentaire)
- 1976 : Nous aurons toute la mort pour dormir
- 1978 : Polisario, un peuple en arme
- 1979 : West Indies ou les Nègres marrons de la liberté
- 1986 : Sarraounia (+ producteur et scénariste)
- 1994 : Lumière noire (+ producteur et scénariste)
- 1998 : Watani, un monde sans mal (+ producteur et scénariste)
- 2004 : Fatima, l’Algérienne de Dakar

## Doublage

### Cinéma

#### Films
- Eddie Murphy dans :
  - 48 heures (1982) : Reggie Hammond
  - Un fauteuil pour deux (1983) : Billy Ray Valentine
  - Une défense canon (1984) : le lieutenant T. M. Landry
  - Le Flic de Beverly Hills (1984) : l'inspecteur Axel Foley
  - Golden Child - L'Enfant sacré du Tibet (1986) : Chandler Jarrell
  - Le Flic de Beverly Hills 2 (1987) : l'inspecteur Axel Foley
  - Un prince à New York (1988) : le prince Akeem / Clarence / Randy Watson / Saul
  - Les Nuits de Harlem (1989) : Quick
  - 48 heures de plus (1990) : Reggie Hammond
  - Boomerang (1992) : Marcus Graham
  - Monsieur le député (1993) : Thomas Jefferson Johnson
  - Le Flic de Beverly Hills 3 (1994) : l'inspecteur Axel Foley
  - Un vampire à Brooklyn (1995) : Maximilian / Guido / Pauly
  - Le Professeur Foldingue (1996) : le professeur Sherman Klump / Buddy Love / Lance Perkins / Cletus 'Papa' Klump / Anna Pearl 'Mama' Jensen Klump / Ida Mae 'Granny' Jensen / Ernie Klump, Sr.
  - Docteur Dolittle (1998) : Dr John Dolittle
  - Mister G (1998) : G
  - Perpète (1999) : Rayford Gibson
  - Bowfinger, roi d'Hollywood (1999) : Kit Ramsey / Jeffernson 'Jiff' Ramsey
  - La Famille foldingue (2000) : le professeur Sherman Klump / Buddy Love / Lance Perkins / Cletus 'Papa' Klump (vieux et jeune) / Anna Pearl 'Mama' Jensen Klump / Ida Mae 'Granny' Jensen / Ernie Klump, Sr.
  - Docteur Dolittle 2 (2001) : Dr John Dolittle
  - Showtime (2002) : Trey Sellars
  - Pluto Nash (2002) : Pluto Nash / Rex Crater
  - Le Manoir hanté et les 999 Fantômes (2003) : Jim Evers
  - Dreamgirls (2006) : James 'Thunder' Early
  - Norbit (2007) : Norbit Rice / Rasputia Latimore-Rice / M. Wong
  - Appelez-moi Dave (2008) : Dave Ming Cheng / le capitaine
  - Dans ses rêves (2009) : Evan Danielson
  - Le Casse de Central Park (2011) : Slide

- Morgan Freeman dans :
  - Brubaker (1980) : Walter
  - La Rue (1987) : Fast Black
  - Johnny Belle Gueule (1989) : le lieutenant A. Z. Drones
  - Glory (1989) : le sergent major John Rawlins
  - Seven (1995) : l'inspecteur William Somerset
  - Suspicion (2000) : le capitaine Victor Benezet
  - La Somme de toutes les peurs (2002) : William Cabot
  - Dreamcatcher (2003) : le colonel Abraham Curtis
  - Bruce tout-puissant (2003) : Dieu
  - Une vie inachevée (2005) : Mitch Bradley
  - Million Dollar Baby (2004) : Eddie Scrap
  - Danny the Dog (2005) : Sam
  - Evan tout-puissant (2007) : Dieu
  - Gone Baby Gone (2007) : Jack Doyle
  - Wanted : Choisis ton destin (2008) : Sloan
  - Sans plus attendre (2008) : Carter Chambers
  - Red (2010) : Joe Matheson

- Carl Weathers dans :
  - Rocky (1976) : Apollo Creed
  - L'Ouragan vient de Navarone (1978) : le sergent Weaver
  - Rocky 2 : La Revanche (1979) : Apollo Creed
  - Chasse à mort (1981) : George Washington Lincoln Brown alias « Sundog »
  - Rocky 3, l'œil du tigre (1982) : Apollo Creed
  - Predator (1987) : George Dillon
  - Action Jackson (1988) : le sergent Jericho « Action » Jackson
  - Hurricane Smith (1992) : Hurricane Smith

- Richard Pryor dans :
  - Transamerica Express (1976) : Grover Muldoon
  - The Toy (1982) : Jack Brown
  - Superman 3 (1983) : Gus Gorman
  - Comment claquer un million de dollars par jour (1985) : Montgomery Brewster
  - Toubib malgré lui (1987) : Eddie Slattery / Kevin Lennahan
  - Pas nous, pas nous (1989) : Wallace « Wally » Karue
  - Fous d'Irène (2000) : lui-même

- Ernie Hudson dans :
  - Le Guerrier de l'espace (1983) : Washington
  - SOS Fantômes (1984) : Winston Zeddemore
  - SOS Fantômes 2 (1989) : Winston Zeddemore
  - Radio Rebels (1994) : le sergent O'Malley
  - The Crow (1994) : le sergent Albrecht
  - SOS Fantômes (2016) : oncle Bill

- Keith David dans :
  - Platoon (1986) : King
  - Saigon, l'enfer pour deux flics (1988) : Maurice
  - Men at Work (1990) : Louis Fedders
  - Désigné pour mourir (1990) : Max
  - Armageddon (1998) : le général Kimsey
  - Président par accident (2003) : Bernard Cooper

- Paul Winfield dans :
  - La Cité des dangers (1975) : Sergent Louis Belgrave
  - Les Survivants de la fin du monde (1977) : Keegan
  - L'Ultimatum des trois mercenaires (1977) : Willis Powell
  - Dressé pour tuer (1982) : Keys
  - Présumé Innocent (1990) : le juge Larren Lyttle

- Laurence Fishburne dans :
  - Cotton Club (1984) : Bumpy Rhodes
  - Le Mal par le mal (1986) : Cream
  - The King of New York (1990) : Jimmy Jump
  - Boyz N the Hood (1991) : Jason « Furious » Styles
  - Tina (1993) : Ike Turner

- Fred Williamson dans :
  - MASH (1970) : le capitaine Oliver Harmon « Spearchucker » Jones
  - La Chevauchée terrible (1975) : Tyree
  - Les Guerriers du Bronx (1982) : L'Ogre
  - Vigilante (1983) : Nick

- Gregory Hines dans :
  - La Folle Histoire du monde (1981) : Josephus
  - Deux flics à Chicago (1986) : Ray Hughes
  - A Rage in Harlem (1991) : Goldie
  - Opération Shakespeare (1994) : le sergent Cass

- Yaphet Kotto dans :
  - Cinq cartes à abattre (1968) : George, le barman
  - Vivre et laisser mourir (1973) : le docteur Kananga
  - La Nuit des juges (1983) : le détective Harry Lowes

- Cleavon Little dans :
  - Vanishing Point - Point Limite Zéro (1971) : Super Soul
  - La Salamandre (1981) : le major Carl Malinowski
  - Vampire Forever (1985[11]) : Sebastien

- Richard Roundtree dans :
  - Tremblement de terre (1974) : Miles Quade
  - Un coup de deux milliards de dollars (1975) : Archie
  - Le Putsch des mercenaires (1979) : Gideon Marunga

- Charles S. Dutton dans :
  - Crocodile Dundee 2 (1988) : Leroy Brown
  - Contre-enquête (1990) : Sam « Chappie » Chapman
  - Black Dog (1998) : l'agent Alan Ford

- Ving Rhames dans :
  - Patty Hearst (1988) : Cinque
  - Le Saint de Manhattan (1993) : Little Leroy
  - Péché immortel (2003) : Eddie Burns

- Bill Nunn dans : 
  - Candyman 2 (1995) : le révérend Ellis
  - Mad City (1997) : Cliff Williams
  - Le Maître du jeu (2003) : Lonnie Shaver

- Ron O'Neal :
  - L'Organisation (1971) : Joe Peralez
  - Blackmale Cogneur (en) (1978) : Otis

- Paul Benjamin dans :
  - Meurtres dans la 110e Rue (1972) : Jim Harris
  - L'Évadé d'Alcatraz (1979) : English

- O. J. Simpson dans :
  - Le Pont de Cassandra (1976) : Haley
  - Les Mercenaires (1976) : « Bopper » Alexander

- Scatman Crothers dans :
  - Le Dernier des géants (1976) : Moses Brown
  - Shining (1980) : Dick Hallorann

- Glynn Turman dans :
  - Vengeance d'outre-tombe (1976) : Isaac Hendricks
  - La Couleur de la victoire (2016) : Harry E. Davis

- Bob Minor dans :
  - Bande de flics (1977) : le 2d bagagiste
  - Obsession fatale (1992) : Détective Murray

- Robert Hooks dans : 
  - Les Naufragés du 747 (1977) : Eddie, le barman
  - Liens d'acier (1996) : le lieutenant Henry Clark

- John Hancock dans :
  - Drôle d'embrouille (1978) : Coleman
  - Elle (1979) : le docteur Croce

- Frank McRae dans :
  - Norma Rae (1979) : James Brown
  - Haute Sécurité (1989) : Eclipse

- Brian Blessed dans :
  - Flash Gordon (1980) : le prince Vultan
  - Star Wars, épisode I : La Menace fantôme (1999) : Boss Nass

- Isaac Hayes dans : 
  - New York 1997 (1981) : le duc de New York
  - Milliardaire malgré lui (1994) : l'Ange

- Frankie Faison dans :
  - La Féline (1982) : l'inspecteur Brandt
  - Exterminator 2 (1984) : Be Gee

- Ben Kingsley dans :
  - Gandhi (1982) : Mohandas Karamchand Gandhi
  - Suspect Zero (2004) : Benjamin O'Ryan

- Danny Glover dans :
  - Les Saisons du cœur (1984) : Moze
  - Predator 2 (1990) : le lieutenant Michael Harrigan
- 1968 : La Planète des singes : le lieutenant Thomas Dodge (Jeff Burton)
- 1968 : Candy : Zero (Sugar Ray Robinson)
- 1969 : Danger, planète inconnue : le psychiatre (Vladek Sheybal)
- 1969 : L'or se barre : Big William (Harry Baird)
- 1970[12] : On l'appelle Trinita : Jeff Poivre et Sel (Riccardo Pizzuti) (2e doublage)
- 1970 : La Nuit des morts-vivants : Ben (Duane Jones)
- 1970 : Le Casse de l'oncle Tom : Grave Digger Jones (Godfrey Cambridge)
- 1971 : French Connection : Willie Craven, un trafiquant de drogue (Alan Weeks)
- 1971[12] : On continue à l'appeler Trinita : Wild Cat Hendrix[Qui ?] et le maréchal-ferrand[Qui ?] (2e doublage)
- 1971 : La Cane aux œufs d'or : Frisby (Sammy Jackson)
- 1972 : Buck et son complice : le propriétaire terrien noir[Qui ?]
- 1972 : Fureur apache : Ke-Ni-Tay (Jorge Luke)
- 1972 : Massacre : Slaughter (Jim Brown)
- 1972 : Le Flingueur : le policier (Lindsay Crosby)
- 1972 : La Clinique en folie : l'infirmier Oscar (William Elliott)
- 1973 : Soleil vert : Père Paul (Lincoln Kilpatrick)
- 1973 : Serpico : Larry (Woodie King Jr.)
- 1973 : Le Cercle noir : Gus Lipper (David Moodie)
- 1973 : Sœurs de sang : Philip Woode (Lisle Wilson)
- 1973 : Le Fauve : Tait (Tommy Lane)
- 1973 : Shaft contre les trafiquants d'hommes : Wassa (Debebe Eshetu)
- 1973 : Police Connection : Ruben Garcia (Felipe Luciano)
- 1974 : Un justicier dans la ville : l'officier Joe Charles (Robert Kya-Hill)
- 1974 : La Spirale : le narrateur
- 1974 : Les Pirates du métro : Mattson (Walter Jones)
- 1974 : Gold : Big King (Simon Sabela)
- 1974 : Plein la gueule : un prisonnier[Qui ?]
- 1975 : Rollerball : Cletus (Moses Gunn)
- 1975 : On m'appelait Bruce Lee : Ron van Clief
- 1975 : La Route de la violence : Pops Dinwiddie (Sam Laws)
- 1976 : Taxi Driver : Charlie T (Norman Matlock)
- 1976 : L'inspecteur ne renonce jamais : Big Ed Mustapha (Albert Popwell)
- 1976 : En route pour la gloire : Slim Snedeger (Ji-Tu Cumbuka)
- 1976 : Un tueur dans la foule : le policier (J.A. Preston)
- 1976 : Car Wash : T.C. Elcott (Franklyn Ajaye)
- 1977 : The Greatest : Cassius Clay / Mohamed Ali (lui-même)
- 1977 : Galactica : La Bataille de l'espace : le lieutenant Boomer (Herbert Jefferson Jr.)
- 1978 : Le Convoi : Mike l'Araignée (Franklyn Ajaye)
- 1978 : Les Oies sauvages : Julius Lambani (Winston Ntshona)
- 1978 : Le ciel peut attendre : un journaliste[Qui ?]
- 1978 : Damien : La Malédiction 2 : Dr Kane (Meshach Taylor)
- 1978 : Le Chat qui vient de l'espace : Sarasota Slim (Fred L. Whalen)
- 1978 : Faut trouver le joint : Curtis (Christopher Joy)
- 1978 : Intérieurs : une voix à la télévision
- 1978 : Un mariage : Randolph (Cedric Scott)
- 1978 : Le Faiseur d'épouvantes : John Singing Rock (Michael Ansara)
- 1979 : Apocalypse Now : le mitrailleur (Damien Leake) (1er doublage)
- 1979 : Les Guerriers de la nuit : Cleon (Dorsey Wright)
- 1979 : Moonraker : Chang (Toshiro Suga)
- 1979 : Le Syndrome chinois : Hector Salas (Daniel Valdez)
- 1979 : Bienvenue, mister Chance : Billings (Henry B. Dawkins)
- 1979 : Hair : LaFayette « Hud » Johnson (Dorsey Wright)
- 1979 : Que le spectacle commence : O'Connor Flood (Ben Vereen)
- 1979 : Airport 80 Concorde : Boisie Girard, le saxophoniste (Jimmie Walker)
- 1980 : Nimitz, retour vers l'enfer : le lieutenant Dan Thurman (Ron O'Neal)
- 1980 : Atlantic City : Fred (John McCurry)
- 1980 : Le Chasseur : Winston Blue (Teddy Wilson)
- 1980 : Les Chiens de guerre : le docteur Okoye (Winston Ntshona)
- 1980 : La Malédiction de la vallée des rois : le docteur Khalid (Bruce Myers)
- 1980 : Héros d'apocalypse : le sergent George Washington (Tony King)
- 1980 : Le Bal de l'horreur : le professeur (Ardon Bess)
- 1980 : Le Droit de tuer : Michael Jefferson (Steve James)
- 1981 : Outland : Ballard (Clarke Peters)
- 1981 : Hurlements : Shantz (Meshach Taylor)
- 1981 : L'Équipée du Cannonball : Morris Fenderbaum (Sammy Davis, Jr.)
- 1981 : Max et le Diable : Barney Satin (Bill Cosby)
- 1981 : Blow Out : le docteur soignant Sally (Larry Woody)
- 1982 : Fitzcarraldo : le chef de la gare fantôme (Grande Otelo) et le placeur à l'opéra (Milton Nascimento)
- 1982 : L'Année de tous les dangers : Kumar (Bembol Roco (en))
- 1982 : Meurtres en 3 dimensions : Ali (Nick Savage)
- 1983 : Œil pour œil : Jackson (Leon Isaac Kennedy)
- 1983 : La Ballade de Narayama : Risuke (Tompei Hidari)
- 1984 : Attention les dégâts : le patron de Tango (Claudioney Penedo)
- 1984 : 2010 : L'Année du premier contact : Victor Milson (James McEachin)
- 1984 : L'Aube rouge : Colonel Ernesto Bella (Ron O'Neal)
- 1985 : Portés disparus 2 : Capitaine David Nester (Steven Williams)
- 1985 : Le Baiser de la femme araignée : Valentin Arregui (Raúl Juliá)
- 1985 : Le Dernier Dragon : "Rock" (Mike Starr)
- 1986 : Aliens, le retour : Bishop (Lance Henriksen)
- 1986 : Crossroads : Willie Brown (Joe Seneca)
- 1986 : Mosquito Coast : M. Haddy (Conrad Roberts (en))
- 1986 : La Couleur de l'argent : Amos (Forest Whitaker)
- 1986 : Escort Girl : Lindsay Walker (Ram John Holder)
- 1987 : Bagdad Café : Sal (G. Smokey Campbell)
- 1988 : Colors : Ron Delaney (Randy Brooks) et Rocket (Don Cheadle)
- 1988 : Presidio, base militaire, San Francisco : Détective Marvin Powell (John Disanti)
- 1988 : Salaam Bombay ! : Baba (Nana Patekar)
- 1989 : Kickboxer : Winston Taylor (Haskell Anderson)
- 1989 : M.A.L., mutant aquatique en liberté : le capitaine Phillip Laidlaw (Taurean Blacque)
- 1989 : Do the Right Thing : Buggin Out (Giancarlo Esposito)
- 1989 : Turner et Hooch : Détective David Sutton (Reginald Veljohnson)
- 1989 : Les Nuits de Harlem : le frère de Tommy Hall (Arsenio Hall)
- 1989 : Flic et Rebelle : le capitaine Blalock (Paul Butler)
- 1989 : Tap : Little Mo (Sammy Davis Jr.)
- 1990 : Échec et Mort : Sergent Carl Becker (Lou Beatty Jr.)
- 1990 : Une trop belle cible : le capitaine Walker (Sy Richardson)
- 1990 : La Nuit des morts-vivants (Night of the Living Dead) de Tom Savini : Ben (Tony Todd)
- 1990 : Mo' Better Blues : le père d'Indy (Bill Lee)
- 1991 : Doc Hollywood : Melvin (Mel Winkler)
- 1992 : Maman, j'ai encore raté l'avion : le flic de Times Square (Ron Canada)
- 1992 : Arrête ou ma mère va tirer ! : Tony (John Wesley)
- 1992 : Basic Instinct : Andrews (Bruce A. Young)
- 1993 : La Firme : Frank Mulholland (Lou Walker)
- 1994 : Speed : le propriétaire de la Jaguar (Glenn Plummer)
- 1994 : Le Silence des jambons : Olaf (Bubba Smith)
- 1994 : The Mask : Ivory Ocean, le maire de Edge City (Mitchell Tilton)
- 1994 : Léon : un policier (Tommy Hollis)
- 1994 : Rapa Nui : Tupa (George Henare)
- 1995 : White Man : Thaddeus  Thomas (Harry Belafonte)
- 1995 : L'Exil du roi Behanzin : Behanzin (Delroy Lindo)
- 1996 : Space Jam : James Jordan (Thom Barry)
- 1996 : Barb Wire : Big Fatso (Andre Rosey Brown)
- 1996 : La Couleur de l'arnaque : le révérend Fred Sultan (Samuel L. Jackson)
- 1997 : Le Chacal : Carter Preston (Sidney Poitier)
- 1998 : Bulworth : Rastaman the Griot (Amiri Baraka)
- 1999 : Fight Club : inspecteur Stern (Thom Gossom Jr.)
- 2001 : La Planète des singes : le général Thade (Tim Roth)
- 2001 : Escrocs : oncle Jack (Bernie Mac)
- 2001 : Intuitions : Albert Hawkins (John Beasley)
- 2002 : Hellraiser : Hellseeker : l'inspecteur Lange (William S. Taylor)
- 2002 : Paid in Full : Pip (Chi McBride)
- 2004 : Hôtel Rwanda : l'animateur de radio Hutu [Qui ?]
- 2005 : Black/White : le prêtre (Alex Morris)
- 2005 : La Légende de l'étalon noir: Ben Ishak (Richard Romanus)
- 2006 : Blood Diamond : Benjamin Kapanay (Basil Wallace)
- 2007 : American Gangster : Ellsworth « Bumpy » Johnson (Clarence Williams III)
- 2011 : Capitaine Nakara : le général Lumumba (Charles Bukeko)
- 2016 : Captain America: Civil War : le roi T'Chaka (John Kani)

#### Films d'animation
- 1994 : Le Roi lion : Rafiki
- 1995 : Toy Story : le présentateur télé 2
- 1998 : Le Roi lion 2 : L'Honneur de la tribu : Rafiki
- 2000 : Dinosaure : Yar
- 2001 : Shrek : l'Âne[13]
- 2003 : Le Monde de Nemo : Boule le diodon
- 2004 : Shrek 3D : l'Âne[13] (court métrage)
- 2004 : Shrek 2 : l'Âne[13]
- 2004 : L'Idole de Fort Fort Lointain : l'Âne (court-métrage)
- 2004 : Le Roi lion 3 : Hakuna Matata : Rafiki
- 2006 : Astérix et les Vikings : Baba
- 2007 : Shrek le troisième : l'Âne[13]
- 2007 : Joyeux Noël Shrek ! : l'Âne[13] (court métrage)
- 2008 : Les Chimpanzés de l'espace : Houston
- 2008 : Spike : Raymond
- 2009 : Mission-G : Blaster[14]
- 2010 : Shrek 4 : Il était une fin : l'Âne[13]
- 2011 : Zombi Shrek : l'Âne (court métrage)
- 2016 : Norm : le grand-père de Norm
- 2016 : Le Monde de Dory : Boule le diodon

### Télévision

#### Téléfilms
- Charles S. Dutton dans : 
  - Jack Reed, le bras de la justice (1994) : Charles Silvera
  - Jack Reed : Un tueur parmi nous (1995) : Charles Silvera
  - Jack Reed : Mort et Vengeance (1997) : Charles Silvera

- 1972 : Un pigeon mort dans Beethovenstrasse : Luthini (William Ray)
- 1977 : Raid sur Entebbe : Idi Amin Dada (Yaphet Kotto)
- 1977 : Safrana ou le droit à la parole : le narrateur
- 1990 : Innocent coupable : l'inspecteur Riley (Tony Todd)
- 1997 : La Deuxième Chance : Calhoun (Delroy Lindo)
- 1998 : Un courrier explosif : l'inspecteur Frank Hughes (Louis Gossett Jr.)
- 2001 : Appelez-moi le Père Noël ! : Dwayne (Frankie Faison)
- 2008 : Miss Yvonne : Wes (Ben Vereen[15])
- 2013 : Muhammad Ali's Greatest Fight : Thurgood Marshall (Danny Glover)

#### Séries télévisées
- Carl Weathers dans :
  - Street Justice (1991-1993) : Adam Beaudreaux (44 épisodes)
  - The Shield (2003 / 2007) : Joe Clark (saison 2, épisode 3 et saison 6, épisode 5)
  - Brothers (en) (2009) : le coach Trainor (13 épisodes)

- Ben Vereen dans :
  - Racines (1977) : « Chicken » George (mini-série)
  - Timide et sans complexe (1980) : Eddie Turner

- Roger E. Mosley dans :
  - Starsky et Hutch (1982) : le Baron (saison 2, épisode 16)
  - Rude Awakening (1998-2000) : Milton « Milt » Johnson

- Ving Rhames dans : 
  - Equalizer (1989) : Luther Paxton (saison 4, épisode 22)
  - Urgences (1996) : Walter Robbins (8 épisodes)

- 1966-1973 : Mission impossible : Barney Collier (Greg Morris) (2e voix)
- 1968-1969 : Les Bannis : Jemal David (Otis Young)
- 1977 : Racines : le père de Fanta (O. J. Simpson)
- 1983 : V : Dr Ben Taylor (Richard Lawson) (1re mini-série)
- 1985-1986 : Superminds : Dr Elvin Lincoln (Kevin Peter Hall)
- 1986 : Deux flics à Miami : Archie Ellis (Vincent Keith Ford) et Silk (Wesley Snipes)
- 1987 : Alf : George Foley (Cleavon Little) (saison 2, épisodes 12 et 13)
- 1988-1994 : Dans la chaleur de la nuit : l'inspecteur Virgil Tibbs (Howard E. Rollins Jr.)
- 1990-1996 : Le Prince de Bel-Air : Geoffrey (Joseph Marcell) (146 épisodes)
- 1991-1994 : Tarzan : Simon Grovier (Malick Bowens)
- 1992-1993 : Les Contes de la crypte : un client de l'hôtel (Reginald VelJohnson) (saison 4, épisode 13) et Leo Burns (Héctor Elizondo) (saison 5, épisode 2)
- 1993 : Soif de pensée : Zambini (Ernie Hudson) (saison 5, épisode 4)
- 1994 / 2003 : Columbo : le sergent Brown (Harrison Page) (saison 13, épisode 3 : Columbo change de peau) et le sergent Harkins (Julius Carry) (saison 18 : Columbo mène la danse)
- 1996 : Beverly Hills 90210 : Dr. Julius Tate (Tony Todd) (saison 7, épisode 11)
- 1996 : Homicide : Elijah Sanborn (Charles S. Dutton) (saison 5, épisode 3)
- 1996 : MillenniuM : le lieutenant McCormick (Bill Nunn) (saison 1, épisode 21)
- 1997 : Buffy contre les vampires : Absalom (Brent Jennings) (saison 2, épisode 1)
- 2000-2001 : Washington Police : le maire Ethan Baker (John Amos)
- 2000-2001 : Mon ex, mon coloc et moi : Wendell Simms (Wendell Pierce)
- 2003-2004 : Alias : Brill (Richard Roundtree) (saison 3, épisodes 8 et 20)
- 2006 / 2014 / 2016 : Esprits criminels : Carl Buford (Julius Tennon) (saison 2, épisode 12 et saison 8, épisode 18),  Harrison Scott (Meshach Taylor) (saison 8, épisode 7) et Hank Morgan (Danny Glover) (saison 11, épisode 16)
- 2009-2011 : Drop Dead Diva : le juge Warren Libby (Gregory Alan Williams) (1re voix)
- 2013-2014 : Banshee : Sugar Bates (Frankie Faison) (1re voix, saisons 1 et 2)

#### Séries d'animation
- 1988-1989 : C.O.P.S. : le chef du COPS
- 1990-1992 : Sophie et Virginie : Dumari
- 1992 : La Petite Boutique : Junior la plante carnivore
- 1992 : James Bond Junior : M. Mitchell
- 1994 : Davy Crockett[16] : Tombé du Ciel
- 1994 : Le Maître des bots : Dr Hisss / Watzon (2e voix)
- 1998 : Les Mille et Une Prouesses de Pépin Troispommes : voix additionnelles
- 1998-2000 : Timon et Pumbaa : Rafiki
- 2000 : Chris Colorado : Atabaska
- 2002 : Funky Cops : Ace Anderson (1re voix, saison 1)
- 2002-2004 : Samouraï Jack : Aku (2e voix, saisons 2 à 4) / le commentateur (épisode 16)
- 2003-2006 : Xiaolin Showdown : Dojo Kanojo Cho
- 2006 : Skyland : Farou[17] (épisode 22)
- 2008 : Au pays du Père Noël : Raymond
- 2016 : La Garde du Roi lion : Rafiki (1re voix, jusqu'à l'épisode 11 de la saison 1)

### Jeux vidéo
- 1999 : Driver : Mojo
- 2003 : Le Monde de Nemo : Boule
- 2004 : Shrek 2 : l'Âne
- 2009 : SOS Fantômes, le jeu vidéo : Winston Zeddemore[n 1]
- 2009 : La Princesse et la Grenouille : ?